# 조장석

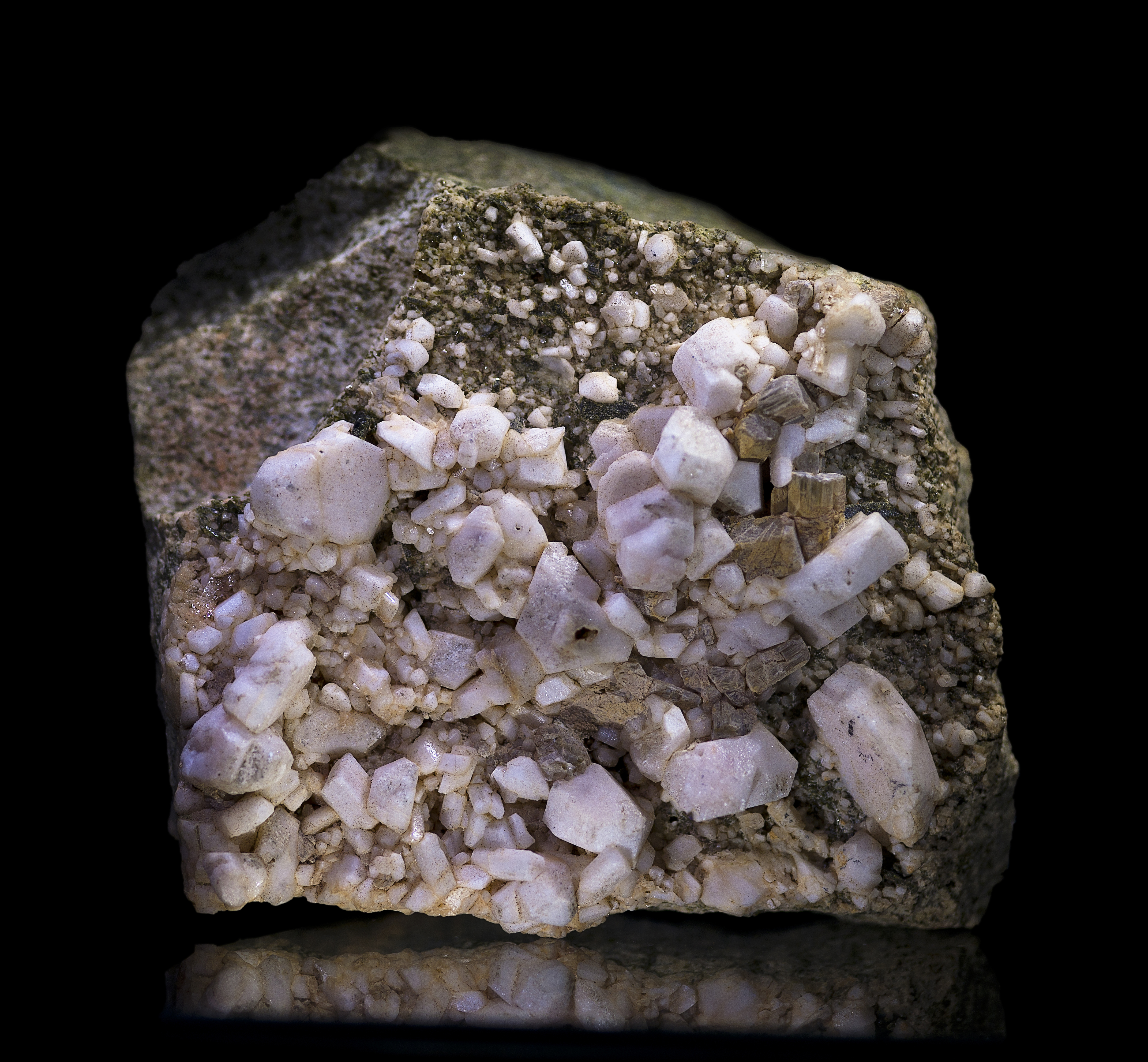
조장석

조장석(曹長石) 또는 알바이트(Albite)는 규산염 광물의 일종이다.
사장석 장석 광물이다. 사장석 고용체 시리즈의 나트륨 말단 개체이다. 이는 회장석 함량이 10% 미만인 사장석을 나타낸다. 순수 알바이트 엔드멤버의 공식은 NaAlSi3O8이다. 텍토규산염이다. 색상은 일반적으로 순수한 흰색이므로 라틴어인 albus에서 이름이 유래되었다. 규장암의 일반적인 성분이다.

## 발견
1815년 스웨덴 달라르나 팔룬 핀보에서 처음 발견된 것으로 보고되었다.